# Kościół Świętego Józefa i Matki Bożej Fatimskiej w Tarnowie
Kościół Świętego Józefa i Matki Bożej Fatimskiej – rzymskokatolicki kościół parafialny należący do dekanatu Tarnów Północ diecezji tarnowskiej. Znajduje się na tarnowskim osiedlu Grabówka.
Jest to świątynia zbudowana w latach 1957–60 według projektu zespołu architektów: Jerzego Kozłowskiego, Krystiana Seiberta i Zbigniewa Wolaka. Kierownikiem prac budowlanych był Jerzy Boratyński.
13 maja 2003 roku bp Wiktor Skworc erygował sanktuarium Matki Bożej Fatimskiej.

## Architektura
Budowla jest murowana i została wybudowana z cegły z dodatkiem kamienia wapiennego i żelazobetonu. Korpus świątyni jest trzynawowy (posiada długość 45 metrów i szerokość 22 metrów) i jest połączony z węższym, zamkniętym półkoliście prezbiterium, przy którym od strony zachodniej znajduje się zakrystia z przedsionkiem, natomiast od strony wschodniej kaplica. Wnętrze korpusu rozczłonkowane jest ostrołukową konstrukcją żelazobetonową oddzielającą prezbiterium i nawy boczne, które są nakryte stropami żelazobetonowymi i żebrowanymi. Fasada południowa ujęta jest trójkątną ramą żelazobetonową, przy niej w południowo-zachodnim narożniku jest umieszczona smukła wieża zakończona stalowa iglicą, nakrytą blacha miedzianą (posiada wysokość 45 metrów). Ściany zewnętrzne świątyni nakryte są okładziną wykonaną ze sztucznego kamienia. Świątynię nakrywa wysoki dach dwuspadowy, złożony z dachówki.
Na zewnętrznej ścianie apsydy jest umieszczona rzeźba Chrystusa Ukrzyżowanego wykonana przez Jerzego i Marię Beresiów. Nad wejściem zachodnim od zewnątrz jest umieszczona Pietà wykonana przez Helenę i Romana Husarskich techniką piropiktury. Witraże znajdujące się w oknach fasady południowej zostały wykonane przez Tadeusza Wojciechowskiego w 1972 roku i jest na nich przedstawiona inauguracja soboru watykańskiego II z postacią papieża Jana XXIII, nad którym jest umieszczony Duch Święty w postaci gołębicy i symbol Boga w Trójcy Jedynego. W bocznych oknach znajdują się witraże zaprojektowane przez T. Wojciechowskiego i wykonane przez zakład witraży Karola i Mieczysława Paczków w Krakowie, są na nich przedstawione wybitne postacie związane z historią Polski m.in. święta Jadwiga, Mikołaj Kopernik, Piotr Skarga, Stanisław Konarski, Albert Chmielowski i Maksymilian Kolbe. Przed budynkiem rzeźba tarnowskich artystów Anatola i Bogdany Drwalów „Upadek Pana Jezusa pod krzyżem”.